# Tilloy-et-Bellay
Tilloy-et-Bellay és un municipi francès, situat al departament del Marne i a la regió del Gran Est. L'any 2007 tenia 221 habitants.

## Demografia

### Població
El 2007 la població de fet de Tilloy-et-Bellay era de 221 persones. Hi havia 77 famílies, de les quals 16 eren unipersonals (12 homes vivint sols i 4 dones vivint soles), 20 parelles sense fills, 33 parelles amb fills i 8 famílies monoparentals amb fills.
La població ha evolucionat segons el següent gràfic:
Habitants censats

### Habitatges
El 2007 hi havia 83 habitatges, 80 eren l'habitatge principal de la família, 1 era una segona residència i 2 estaven desocupats. 81 eren cases i 2 eren apartaments. Dels 80 habitatges principals, 69 estaven ocupats pels seus propietaris, 10 estaven llogats i ocupats pels llogaters i 1 estava cedit a títol gratuït; 6 tenien tres cambres, 19 en tenien quatre i 54 en tenien cinc o més. 75 habitatges disposaven pel capbaix d'una plaça de pàrquing. A 29 habitatges hi havia un automòbil i a 46 n'hi havia dos o més.

### Piràmide de població
La piràmide de població per edats i sexe el 2009 era:
| Homes | Edats   | Dones |
| ----- | ------- | ----- |
| 0     | 95 o +  | 0     |
| 0     | 90 a 94 | 0     |
| 0     | 85 a 89 | 0     |
| 0     | 80 a 84 | 0     |
| 4     | 75 a 79 | 0     |
| 0     | 70 a 74 | 0     |
| 8     | 65 a 69 | 4     |
| 4     | 60 a 64 | 8     |
| 4     | 55 a 59 | 0     |
| 12    | 50 a 54 | 12    |
| 4     | 45 a 49 | 8     |
| 8     | 40 a 44 | 0     |
| 8     | 35 a 39 | 12    |
| 4     | 30 a 34 | 4     |
| 16    | 25 a 29 | 8     |
| 32    | 20 a 24 | 16    |
| 16    | 15 a 19 | 8     |
| 8     | 10 a 14 | 4     |
| 4     | 5 a 9   | 0     |
| 0     | 0 a 4   | 8     |

## Economia
El 2007 la població en edat de treballar era de 161 persones, 107 eren actives i 54 eren inactives. De les 107 persones actives 103 estaven ocupades (59 homes i 44 dones) i 4 estaven aturades (2 homes i 2 dones). De les 54 persones inactives 7 estaven jubilades, 34 estaven estudiant i 13 estaven classificades com a «altres inactius».

### Ingressos
El 2009 a Tilloy-et-Bellay hi havia 75 unitats fiscals que integraven 204,5 persones, la mediana anual d'ingressos fiscals per persona era de 22.403 €.

### Activitats econòmiques
Dels 5 establiments que hi havia el 2007, 1 era d'una empresa alimentària, 1 d'una empresa de fabricació d'altres productes industrials, 1 d'una empresa de construcció, 1 d'una empresa d'informació i comunicació i 1 d'una empresa immobiliària.
L'únic servei als particulars que hi havia el 2009 era una lampisteria.
L'únic establiment comercial que hi havia el 2009 era una fleca.
L'any 2000 a Tilloy-et-Bellay hi havia 10 explotacions agrícoles que ocupaven un total de 1.700 hectàrees.

## Poblacions més properes
El següent diagrama mostra les poblacions més properes.